# 1466
Évszázadok: 14. század – 15. század – 16. század
Évtizedek: 1410-es évek – 1420-as évek – 1430-as évek – 1440-es évek – 1450-es évek – 1460-as évek – 1470-es évek – 1480-as évek – 1490-es évek – 1500-as évek – 1510-es évek
Évek: 1461 – 1462 – 1463 – 1464 –  1465 – 1466 – 1467 – 1468 – 1469 – 1470 – 1471

## Események

### Határozott dátumú események
- március 8. – Apja halála után Galeazzo Maria Sforza uralkodik Milánóban (1476-ig).
- április 12. – Mátyás magyar király az országgyűlés határozatával ellentétben úgy rendelkezik, hogy minden báró, nemes és birtokos a birtokai arányában kiállított fegyveresekkel vonuljon hadba a török ellen. (A tervezett hadjárat elmarad, mert II. Mehmed szultán Magyarország helyett Albánia ellen indít támadást!)
- április 22.
  - II. Pál pápa a török elleni védekezés céljából 10 ezer aranyforintot utalványoz Hunyadi Mátyásnak.
  - Mátyás megtiltja a magyarországi, moldvai és havasalföldi kereskedőknek, hogy a szász városok régi kiváltságai ellenére nyerst bőrt vigyenek ki Erdélyből.
- szeptember 28. – A Német Lovagrend serege megadja magát Konitz mellett.
- október 19. – A második thorni béke a Lengyel királyság és a teuton lovagok közt. (Ez a szerződés az 1454 és 1466 között zajló tizenhárom éves háborúnak vetett véget.)[1]
- december 23. – II. Pál pápa kiközösíti Podjebrád György cseh királyt, alattvalóit pedig fölmenti az uralkodónak tett hűségesküjük alól.[2]

### Határozatlan dátumú események
- az év folyamán –
  - Németi György a moldvai Tatros városban befejezi a müncheni kódex másolását.[3]
  - Laki Tuz János szlavón bán hívására 6 lombard építőmester jön Magyarországra.
  - Mátyás visszafoglalja felvidéki huszita várakat.
  - A török megtámadja Albániát.
  - Az inkák meghódítják a Csimu Birodalmat.

## Születések
- február 11. – Yorki Erzsébet, később VII. Henrik angol király felesége († 1503)
- szeptember 9. – Asikaga Jositane japán sógun
- október 27. – Rotterdami Erasmus németalföldi filozófus († 1536)
- november 30. – Andrea Doria itáliai hajós († 1560)
- II. Moctezuma azték uralkodó  (†1520)
- II. Gianfrancesco Gonzaga, Mantova őrgrófja († 1519)

## Halálozások
- március 8. – I. Francesco Sforza milánói herceg (* 1401)